# 後藤秀機
後藤 秀機（ごとう ひでき、1943年2月25日 - ）は、日本の神経生理学者、サイエンスライター。
母の疎開地である島根県松江市に生まれる。1966年、早稲田大学理工学部応用物理学科卒業。1968年、東京工業大学大学院原子核工学専攻修士課程修了。1976年、横浜市立大学医学博士。論文の題は「A model of the activation process of Na[+] conductance in the squid axon : an approach with interactive desorption kinetics of divalent cations(イカ神経におけるNa[+]コンダクタンス活性化過程の1モデル : 二価陽イオンの相互作用的脱着カイネティクスのアプローチ)」。 
コロンビア大学研究員、ロンドン大学研究員を経て、横浜市立大学医学部講師、岩手医科大学助教授、帝京平成大学地域医療学部教授。2014年、『天才と異才の日本科学史』で日本エッセイストクラブ賞受賞。

## 著書
- 『神経軸索輸送の医学』 海鳴社、1986年
- 『神経と化学伝達』 東京大学出版会、1988年
- 『イカの神経ヒトの脳みそ』 新潮新書、2009年
- 『先端脳科学者による1カ月かんたん英会話脳トレ』 アスキー・メディアワークス、2010年
- 『天才と異才の日本科学史 開国からノーベル賞まで、150年の軌跡』 ミネルヴァ書房、2013年
- 『天才と異才の日本科学史』 角川ソフィア文庫、2023年

## 講演
日比谷図書文化館　日比谷カレッジ
- 「日本人ノーベル賞受賞者の素顔と業績―それは湯川秀樹から始まった」2016年
- 「カエルの神経からヒトの脳へ―脳の解明から精神神経疾患の制圧を目指して」2017年

## 参考
- 『天才と異才の日本科学史 開国からノーベル賞まで、150年の軌跡』 ミネルヴァ書房、2013年
- 著者一覧 - 新潮社
- 『痛みの科学と医学―私たちは痛みを克服できるだろうか』 2018年04月25日